# Салливан, Дерек
Дерек Салливан (англ. Derek Sullivan; 10 августа 1930, Ньюпорт — 31 августа 1983) — валлийский футболист, игравший на позиции защитника. Выступал, в частности, за клуб «Кардифф Сити», а также национальную сборную Уэльса.

## Клубная карьера
Во взрослом футболе дебютировал в 1947 году выступлениями за команду клуба «Кардифф Сити», в которой провёл четырнадцать сезонов, принял участие в 276 матчах чемпионата и забил 18 мячей.
С 1961 по 1964 год играл в составе команд клубов «Вест Бромвич Альбион», «Ньюпорт Каунти» и «Херефорд Юнайтед». Завершил профессиональную игровую карьеру в валлийском клубе «Эббу Вейл», за команду которого выступал на протяжении 1964—1965 годов.
Умер 30 сентября 1983 года на 54-м году жизни.

## Выступления за сборную
В 1953 году дебютировал в официальных матчах в составе национальной сборной Уэльса. В течение карьеры в национальной команде, которая длилась 7 лет, провёл в форме главной команды страны лишь 17 матчей. В составе сборной был участником чемпионата мира 1958 года в Швеции.